# Адам Матущик
Адам Матущик (пол. Adam Matuszczyk, нар. 14 лютого 1989, Гливиці) — польський футболіст, півзахисник дюссельдорфської «Фортуни».
Насамперед відомий виступами за «Кельн», а також національну збірну Польщі.

## Клубна кар'єра
У дорослому футболі дебютував 2008 року виступами за команду «Кельн» II, в якій провів один сезон, взявши участь у 36 матчах чемпіонату. 
Своєю грою за команду дублерів привернув увагу представників тренерського штабу головної команди «Кельна», у складі якої дебютував 2009 року. Відіграв за кельнський клуб наступні три сезони своєї ігрової кар'єри.
До складу команди іншого німецького клубу, «Фортуна» (Дюссельдорф), приєднався на початку 2012 року.

## Виступи за збірні
Протягом 2009–2010 років  залучався до складу молодіжної збірної Польщі. На молодіжному рівні зіграв у 4 офіційних матчах.
2010 року дебютував в офіційних матчах у складі національної збірної Польщі. Наразі провів у формі головної команди країни 17 матчів, забивши 1 гол.